# 伯夫龍河
伯夫龍河（法語：Beuvron，法語發音：[bøvʁɔ̃] ⓘ）是法國的河流，位於該國中部，屬於卢瓦尔河的左支流，河道全長115公里，流域面積1,440平方公里，發源自库隆附近，河口處在伯夫龙河畔康代。

## 外部連結
- http://www.geoportail.fr（页面存档备份，存于）
- Sandre数据库中的伯夫龙河